# 刘来福 (数学)
刘来福（1938年7月23日—），北京人，中华人民共和国数学家。

## 生平
1962年7月毕业于北京师范大学数学系本科并留校工作。1979年1月，任讲师。1983年5月，任副教授。1989年4月任教授。1995年3月，任博士生导师。1991年3月至1995年2月任北京师大数学与数学教育研究所副所长。1995年2月至1998年2月，任北京师范大学数学系主任。1987年至1998年，担任中国数学会生物数学专业委员会副主任。1996年，任中国农业应用数学会名誉主任。1997年4月，任北京数学会副理事长。